# Districte d'Alençon
El Districte d'Alençon és un dels tres districte amb què es divideix el departament francès de l'Orne, a la regió de la Normandia. Té 11 cantons i 133 municipis. El cap del districte és la prefectura d'Alençon.

## Cantons
cantó d'Alençon-1 - cantó d'Alençon-2 - cantó d'Alençon-3 - cantó de Carrouges - cantó de Courtomer - cantó de Domfront - cantó de La Ferté-Macé - cantó de Juvigny-sous-Andaine - cantó de Le Mêle-sur-Sarthe - cantó de Passais - cantó de Sées